# Psalistops melanopygius
Psalistops melanopygius là một loài nhện trong họ Barychelidae. Loài này phân bố ờ Venezuela.